# Zale purpureobrunnea
Zale purpureobrunnea là một loài bướm đêm trong họ Erebidae.